# Maxime Cam
Maxime Cam (Landerneau, 9 de julio de 1992) es un ciclista francés que fue profesional en dos etapas entre 2015 y 2021. Tras dejar el profesionalismo pasó a trabajar para Les Cycles Le Gall mientras seguía compitiendo como amateur.

## Palmarés
No consiguió ninguna victoria como profesional.